# Rhypopteryx rhodocraspeda
Rhypopteryx rhodocraspeda är en fjärilsart som beskrevs av Collenette 1939. Rhypopteryx rhodocraspeda ingår i släktet Rhypopteryx och familjen tofsspinnare. Inga underarter finns listade.